# Natá (huyện)
Huyện Natá là một huyện (distrito) thuộc tỉnh Coclé ở Panama. Theo điều tra dân số năm 2000, huyện này có dân số 17811 người. Huyện Natá có diện tích 608 km². Huyện lỵ đóng tại Natá.